# Rudolf von Thadden
Rudolf Joachim von Thadden, né le 20 juin 1932 au domaine de Trieglaff, province de Poméranie et mort le 18 novembre 2015 à Göttingen, est un historien allemand qui a enseigné comme professeur l'histoire médiévale et moderne à l'université de Göttingen.

## Origines familiales
Rudolf von Thadden est originaire d'une vieille famille de la noblesse poméranienne et est le fils de Reinold von Thadden (1891-1976), fondateur et président d'honneur de l'assemblée de l'Église protestante allemande (Deutscher Evangelischer Kirchentag), et d'Elisabeth, baronne (Freiin) von Thüngen (1893-1988).
Il a épousé le 28 août 1958 à Göttingen Wiebke Fesefeldt (de) (née le 7 juillet 1931), auteur d'ouvrages historiques destinés à la jeunesse, fille de Hans Fesefeldt, universitaire et physicien, et d'Ilse Hoffmann. Ils ont quatre enfants. Leur fille Elisabeth von Thadden (de) (née en 1961) est écrivain et rédacteur de l'hebdomadaire Die Zeit. Leur fils Ernst-Ludwig von Thadden (de) (né en 1959) est professeur d'économie à l'université de Mannheim.
Sa tante Elisabeth von Thadden (1890-1944) fut une résistante, exécutée par les nazis en 1944.
Son frère Franz-Lorenz von Thadden (de) (1924-1979) était député de la CDU au Bundestag (1969-1972) et fut tué en 1979 lors d'un accident d'avion en Équateur, où il inspectait, en sa qualité de directeur du programme d'aide de la Caritas, des projets de développement.
Son oncle Adolf von Thadden (1921-1996, demi-frère de son père Reinold von Thadden) prit une direction toute différente et fut de 1967 à 1971 président fédéral du parti d'extrême-droite NPD, dont il fut l'un des fondateurs.

## Biographie
Rudolf von Thadden a étudié l'histoire, la théologie et les langues et littératures romanes (romanistique) aux universités de Tübingen, Paris-Sorbonne et Göttingen et obtint en 1958, toujours à Göttingen un doctorat en philosophie (Dr. phil.). En 1967, il se vit décerner une habilitation par la même université. L'année suivante, il obtint son premier poste de Dozent (équivalent de maître de conférences), un remplacement à l'université de Hanovre et en 1968, il accepta un poste de professeur ordinaire au séminaire d'histoire médiévale et moderne de l'université Georg-August de Göttingen, où il resta jusqu'à l'obtention du titre de professeur émérite. En 1974-75, il fut en outre recteur de la faculté de philosophie de l'université de Göttingen et membre du sénat de la Conférence des recteurs d'université (de) de la République fédérale d'Allemagne.

## Coopération franco-allemande
En 1983, Rudolf von Thadden, très engagé dans la coopération franco-allemande et proche du SPD, travailla comme professeur invité à l'École des hautes études en sciences sociales de Paris, où il fut titulaire d'une chaire entre 1989 et 1992. De 1985 à 1994, il fut d'autre part président de l'Institut franco-allemand de Ludwigsbourg. En outre, il fut de 1994 à 2007 directeur de l'actuelle Fondation Genshagen près de Berlin située au château de Genshagen, qui s'appelait alors Institut de Berlin-Brandenbourg pour la coopération franco-allemande en Europe et fut de 1999 à 2003 coordinateur de la coopération franco-allemande auprès du gouvernement fédéral allemand. En 2000, Rudolf von Thadden a été promu au grade de commandeur de la Légion d'honneur.

## Axes de recherche
Outre la coopération franco-allemande et l'histoire française de l'Époque moderne, les axes de recherche principaux de Rudolf von Thadden sont surtout l'histoire de la Prusse depuis le XVIIe siècle, l'histoire culturelle comparée de l'Europe et l'histoire des églises, ces derniers domaines étant surtout abordés par lui sous l'angle de l'histoire sociale. Outre de nombreuses œuvres consacrés à ces sujets (notamment son ouvrage de référence Fragen an Preußen, publié en français en 1985 sous le titre La Prusse en question), il a publié de nombreux écrits traitant de l'histoire des Huguenots, du libéralisme, ainsi que des essais sur l'histoire et le temps présent. Depuis 1997, il est par ailleurs éditeur des Genshagener Gespräche (Dialogues de Genshagen).

## Titres honorifiques
- 1996 : Docteur honoris causa de l'université de Genève
- 1996 : Docteur honoris causa de l'université Viadrina de Francfort-sur-l'Oder
- 1998 : Commandeur de l'ordre du Mérite de la République fédérale d'Allemagne
- 2000 : Commandeur de la Légion d'honneur
- 2007 : Ordre du Mérite du Land de Brandebourg, à l'occasion de son 75e anniversaire
- 2007 : Grand officier de l'ordre du Mérite de la République fédérale d'Allemagne

## Participations institutionnelles
- 1976 membre du conseil scientifique de l'Institut Georg Eckert pour l'étude internationale des manuels scolaires (Georg-Eckert-Institut für internationale Schulbuchforschung) de Brunswick.
- 1984 membre du présidium du Congrès de l'Église protestante allemande (Deutscher Evangelischer Kirchentag).
- 1991-1993 membre du sénat de fondation de l'Université européenne Viadrina de Francfort-sur-l'Oder et premier doyen de la faculté d'études culturelles (Kulturwissenschaften) de cette université.
- Membre de l'Académie des sciences de Saxe, Leipzig.
- Membre de l'Académie universelle des cultures de Paris.
- Membre du conseil scientifique de l'Institut François-Mitterrand.

## Publications (extrait)
- (de) Die brandenburgisch-preußischen Hofprediger im 17. u. 18. Jahrhundert. Ein Beitrag zur Geschichte der absolutistischen Staatsgesellschaft in Brandenburg-Preußen, Berlin, de Gruyter, 1959, 239 p. (Les prédicateurs de cour en Brandebourg-Prusse aux XVIIe et XVIIIe siècles. Contribution à l'histoire de la société étatique en Brandebourg-Prusse)
- (de + fr) Restauration und napoleonisches Erbe. Der Verwaltungszentralismus als politisches Problem in Frankreich (1814-1830), Wiesbaden, Steiner, 1972, 296 p. - traduit en français sous le titre : La Centralisation contestée : l'administration napoléonienne, enjeu politique de la Restauration (1814-1830), traduit de l'allemand par Hélène Cusa et Patrick Charbonneau, Arles, Actes Sud, 1989, 348 p.  (ISBN 2-86869-323-7)
- (de + fr) Fragen an Preußen. Zur Geschichte eines aufgehobenen Staates, Munich, Beck, 1981, 191 p.  (ISBN 3-406-08134-7), traduit en français sous le titre : La Prusse en question : histoire d'un État perdu, traduit de l'allemand par Hélène Cusa et Patrick Charbonneau, Paris, PUF, 168 p.  (ISBN 2-86869-039-4)
- (de + fr) Die Hugenotten 1685-1985 (éditeur), Munich, Beck, 1985, 243 p.  (ISBN 3-406-30605-5) ; édition française : Le Refuge huguenot, [textes choisis et présentés par] M. Magdelaine, R. von Thadden, Paris, A. Colin, 1985, 283 p.  (ISBN 2-200-37079-2)
- (de) Weltliche Kirchengeschichte. Ausgewählte Aufsätze, Göttingen, Vandenhoeck und Ruprecht, 1989, 219 p. (Histoire profane de l'Église. Choix d'articles)  (ISBN 3-525-36223-4)
- (de) Nicht Vaterland, nicht Fremde. Essays zu Geschichte und Gegenwart, Munich, Beck, 1989, 215 p. (Pas de patrie, pas d'étrangers. Essais sur l'histoire et le présent)  (ISBN 3-406-33709-0)
- (de) Brückenwege nach Europa, Berlin, Schelzky & Jeep, 2003, 320 p. (Passerelles vers l'Europe)  (ISBN 3-89541-162-0).